# Собор святого Миколая у Фастові
Собор Святого Миколая — українська православна церква міста Фастова. Храм розташований у центрі міста Фастова на вулиці Соборній.

## Історія
2000 р. Патріарх Київський і всієї Руси-України Філарет, відвідуючи Фастів, вказав на місце будівництва майбутнього собору.
У 2001 році до Фастова прибув отець Миколай зі Львівщини і прослужив у місцевому храмі до 2005 року. У березні 2001 на Великдень він провів перше богослужіння, яке відвідали приблизно 10 парафіян.
22 травня 2001 р. відбулося освячення місця під будівництво.
Для будівництва собору потрібно було зібрати 450 тисяч гривень. Збір коштів став можливим за допомоги білоцерківських та київських організацій та громади міста Фастова.
2008 року організацією «Київфундаментбуд» були забиті підвалини під будівництво.
Будівництво собору розпочалось у листопаді 2012 року.
Серед людей, що допомагали зведенню собору, — Михайло Поплавський, Юлія Тимошенко, Руслан Сольвар, Віктор Суслов, Олександр Марченко та багато інших відомих особистостей.
Метою створення храму було відновлення Воскресенського собору, втраченого у радянські часи.